# Cake (Flo Rida)
Cake is een nummer van de Amerikaanse rapper Flo Rida uit 2017, in samenwerking met het eveneens Amerikaanse rapduo 99 Percent. Het is afkomstig van het album This Is a Challenge.
"Cake" behaalde de hitlijsten in de VS, Noorwegen en het Nederlandse taalgebied. In de Amerikaanse Billboard Hot 100 flopte het met een 73e positie. In het Nederlandse taalgebied werd het nummer een mager succesje; met in Nederland een 11e positie in de Tipparade, en in Vlaanderen een 37e positie in de Tipparade.